# Gagata dolichonema
Gagata dolichonema és una espècie de peix de la família dels sisòrids i de l'ordre dels siluriformes. És un peix d'aigua dolça i de clima tropical. Es troba a Àsia: conca del riu Salween. Els mascles poden assolir 13 cm de longitud total. Tenen entre 38 i 39 vèrtebres.